# El Banco, Cadereyta de Montes
El Banco är en ort i Mexiko.   Den ligger i kommunen Cadereyta de Montes och delstaten Querétaro Arteaga, i den centrala delen av landet, 170 km norr om huvudstaden Mexico City. El Banco ligger 1 944 meter över havet och antalet invånare är 253.
Terrängen runt El Banco är huvudsakligen kuperad, men åt sydost är den bergig. Runt El Banco är det ganska glesbefolkat, med 38 invånare per kvadratkilometer. Närmaste större samhälle är San Javier, 13,6 km söder om El Banco. Trakten runt El Banco består i huvudsak av gräsmarker.